# ミサキヒモムシ

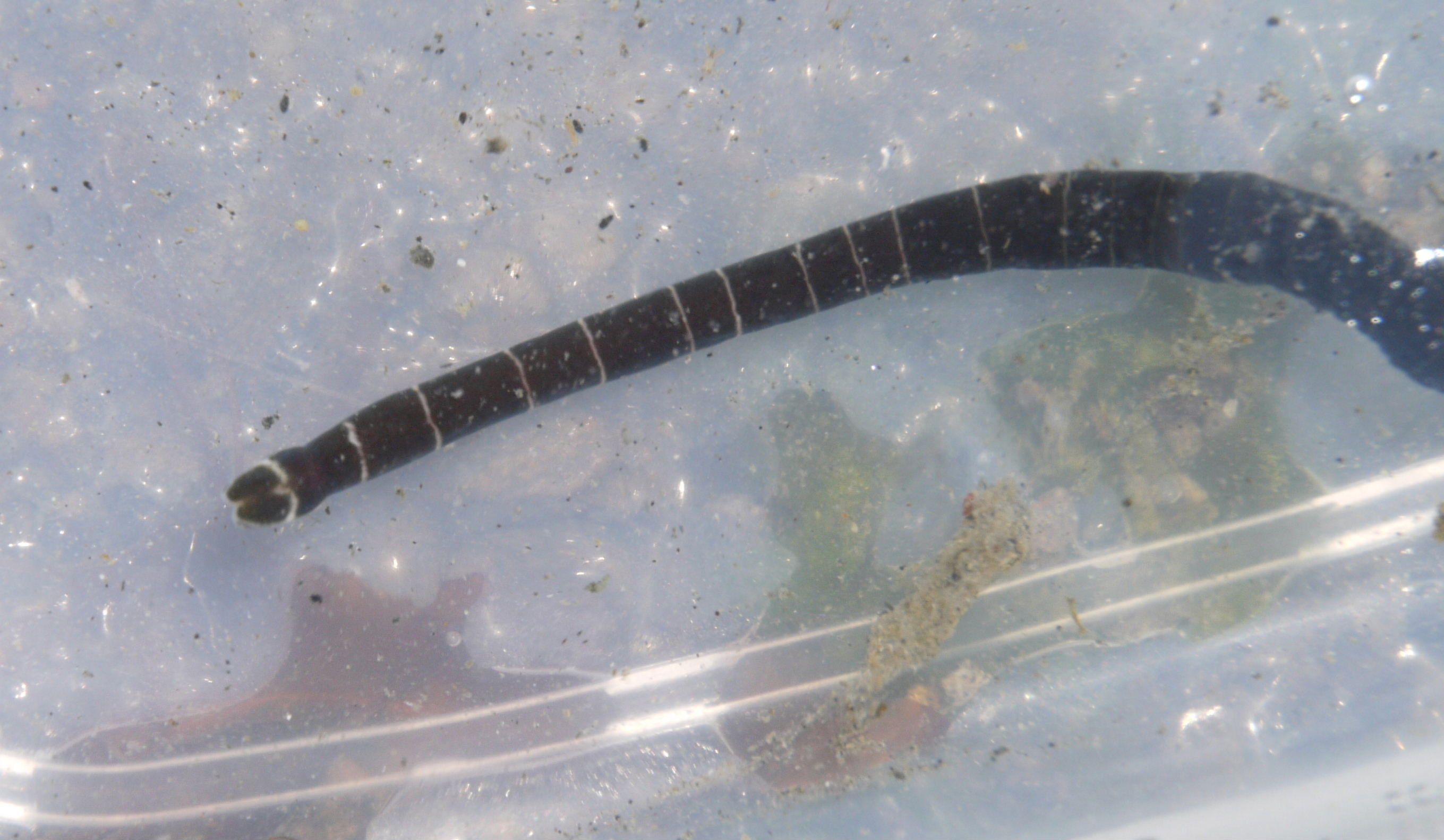
体前部

ミサキヒモムシ Notospermus geniculatus はヒモムシの1種。比較的はっきりした模様を持つ大きな種である。

## 特徴
体長は30-60cmで、体幅は5-10mm。体は全体として黒紫色、紫褐色、暗褐色、暗緑色、淡緑色などをしており、そこに多くの白い輪状の斑紋が等間隔に入る。その最初のものは頭部の半ばにあり、頭部の腹背をぐるりと取り巻くが、腹背それぞれの中央で前方に鋭く尖る。また、それ以降の輪状班よりやや幅が広い。第2番目の輪は口の位置にあり、腹面でその両端が口に末端に接する。輪状斑は体の前方と後方にあって中央にはないが、時に頭部の輪以外を欠く個体がある。頭部の前縁と頭横溝のある頭部側面片縁部は無色。
体は前腸部では厚みがあってほぼ円筒形だが、腸部では腹背に平たくなっている。頭部はへら状で途中に頭横溝があり、その後方で前腸部との間にわずかなくびれがあって区別できる。頭端中央部に吻道孔が開き、ややくぼむ。口は長い縦裂になっている。

## 分布と生息環境
南方系の種で、黒潮に乗って分布し、日本では太平洋南岸から日本海では佐渡まで知られる。転石海岸で転石の下から発見されることが多い。世界的には地中海、黒海、アフリカ西岸と太平洋東岸のメキシコ、パナマからも知られる。